# RAP Connection
Pour les articles homonymes, voir Ride or Die.
Pour plus de détails, voir Fiche technique et Distribution.
RAP Connection (Ride or Die) est un film américain réalisé par Craig Ross Jr en 2003.

## Résumé
Un détective dont un ami rappeur est assassiné découvre un trafic de drogue liée à la confection de CD de son ami.

## Fiche technique
- Scénario : Duane Martin, Jay Wolcott
- Production : Aaron Beasley, Vivica A. Fox, Mitch Frankel, Frank R. Gardner, Robert Griffith, Nia Hill, Deron Jenkins, Duane Martin, Jada Pinkett Smith, Jake Reed, Vanita Reed, Dwayne Rudd, Will Smith, D'Angela Steed pour Strange Fruit Films
- Musique : Stanley A. Smith
- Photographie : Carl Bartels
- Durée : Allemagne : 84 min (version DVD) / USA : 88 min / Argentine : 88 min
- Pays :  États-Unis
- Langue : anglais
- Couleur : Color
- Classification : Islande : 16 / Danemark : 11 / Allemagne : 16 / Suède : 11 / USA : R (langage, violence et sexe)/ Argentine : 13

## Distribution
- Duane Martin : Conrad 'Rad' McRae
- Vivica A. Fox : Lisa
- Meagan Good : fausse Venus
- Michael Taliferro : B Free
- Jadakiss : Benjamin/Killer Ben
- Geoffrey Blake
- Daniel Dae Kim : Miyako
- Brooklyn McLinn
- Sticky Fingaz : Demise
- Iona Morris
- Miranda Kwok : Tommy Wong
- Stacey Dash : Venus
- Gabrielle Union : femme masquée
- Faizon Love : David Rabinowitz
- Zachary Williams : basketteur